# Borisz Timofijovics Romancsenko
Borisz Timofijovics Romancsenko  (ukránul: Борис Тимофійович Романченко; Bondari, Szumi terület, 1926. január 20. – Harkiv, 2022. március 18.) ukrán holokauszt-túlélő, Harkiv ágyúzásában hunyt el. A Buchenwald és Mittlebau-Dora koncentrációs táborok közös alapítványának alelnöke volt.

## Élete
1926. január 20-án született a Szumi területen. 16 éves korában Dortmundba deportálták, ahol egy szénbányában dolgoztatták, végül egy sikertelen szökési kísérlet után átszállították a buchenwaldi koncentrációs táborba. Később a peenemündei kutatóközpontban V–2 rakéták gyártásánál dolgozott, majd a Mittelbau-Dora lágerbe került, végül a bergen-belsenibe szállították át. Onnan szabadult, majd hazatérése után a Harkivi Nemzeti Rádióelektronikai Egyetemen tanult, ahol 1959-ben végzett.
2022. március 18-án bekövetkezett halálakor Harkiv Szaltivka nevű városrészében élt. Unokája, Julija Romancsenko elmondta, hogy a környéken ágyúzás volt, s mire a házhoz ért, az már teljesen leégett.

## Fordítás
- Ez a szócikk részben vagy egészben  a   Borys Romanchenko című angol Wikipédia-szócikk ezen változatának fordításán alapul.  Az eredeti cikk szerkesztőit annak laptörténete sorolja fel. Ez a jelzés csupán a megfogalmazás eredetét és a szerzői jogokat jelzi, nem szolgál a cikkben szereplő információk forrásmegjelöléseként.